# Europawahl in Litauen 2014
Die Europawahl in Litauen 2014 fand am 25. Mai 2014 statt. Sie wurde im Rahmen der EU-weiten stattfindenden Europawahl 2014 durchgeführt. In Litauen wurden 11 der 751 Sitze im Europäischen Parlament vergeben, einer weniger als 2009.

## Parteien
Zur Wahl traten folgende Parteien an:
| Partei                                                                                   | Europapartei                                            | Scheidendes Parlament | Scheidendes Parlament |
| Partei                                                                                   | Europapartei                                            | Mandate               | Fraktion              |
| ---------------------------------------------------------------------------------------- | ------------------------------------------------------- | --------------------- | --------------------- |
| Tėvynės sąjunga – Lietuvos krikščionys demokratai (TS-LKD)                               | Europäische Volkspartei                                 | 4                     | EVP                   |
| Lietuvos socialdemokratų partija (LSDP)                                                  | Sozialdemokratische Partei Europas                      | 3                     | S&D                   |
| Tvarka ir teisingumas (TT)                                                               | Bewegung für ein Europa der Freiheit und der Demokratie | 2                     | EFD                   |
| Darbo partija (leiboristai) (DP)                                                         | Allianz der Liberalen und Demokraten für Europa         | 1                     | ALDE                  |
| Lietuvos lenkų rinkimų akcija (LLRA-AWPL)                                                | Allianz der Europäischen Konservativen und Reformisten  | 1                     | EKR                   |
| Lietuvos Respublikos liberalų sąjūdis (LRLS)                                             | Allianz der Liberalen und Demokraten für Europa         | 1                     | ALDE                  |
| Lietuvos valstiečių ir žaliųjų sąjunga (LVZS)                                            | –                                                       | –                     | –                     |
| Lietuvos žaliųjų partija (LZP)                                                           | Europäische Grüne Partei                                | –                     | –                     |
| Lietuvių tautininkų sąjunga (LTS)                                                        | –                                                       | –                     | –                     |
| Liberalų ir centro sąjunga (LiCS)                                                        | Allianz der Liberalen und Demokraten für Europa         | –                     | –                     |
| → Lietuvos liaudies partija (LLP)                                                        | –                                                       | –                     | –                     |
| → Socialistinis liaudies frontas (SLF)                                                   | Initiative kommunistischer und Arbeiterparteien Europas | –                     | –                     |
| → B visuomeninis rinkimų komitetas                                                       | –                                                       | –                     | –                     |
| → Drąsos kelias                                                                          | –                                                       | –                     | –                     |
| → Rusų aljansas                                                                          | –                                                       | –                     | –                     |
|                                                                                          |                                                         |                       |                       |
| Quellen: Europedecides.eu, Listen und Kandidaten – Scheidendes Parlament (2014), Mandate |                                                         |                       |                       |

## Ergebnis
| Listen            | Listen                                            | Stimmen   | %    | Mandate |
| ----------------- | ------------------------------------------------- | --------- | ---- | ------- |
|                   | Tėvynės sąjunga – Lietuvos krikščionys demokratai | 199.393   | 16,5 | 2       |
|                   | Lietuvos socialdemokratų partija                  | 197.477   | 16,3 | 2       |
|                   | Lietuvos Respublikos liberalų sąjūdis             | 189.373   | 15,6 | 2       |
|                   | Tvarka ir teisingumas                             | 163.049   | 13,5 | 2       |
|                   | Darbo partija (leiboristai)                       | 146.607   | 12,1 | 1       |
|                   | Lietuvos lenkų rinkimų akcija                     | 92.108    | 7,6  | 1       |
|                   | Lietuvos valstiečių ir žaliųjų sąjunga            | 75.643    | 6,2  | 1       |
|                   | Lietuvos žaliųjų partija                          | 40.696    | 3,4  | –       |
|                   | Lietuvių tautininkų sąjunga                       | 22.858    | 1,9  | –       |
|                   | Liberalų ir centro sąjunga                        | 16.927    | 1,4  | –       |
| Ungültige Stimmen | Ungültige Stimmen                                 | 67.148    | 5,5  | –       |
| Gesamt            | Gesamt                                            | 1.211.279 | 100  | 11      |
|                   |                                                   |           |      |         |
| Gültige Stimmen   | Gültige Stimmen                                   | 1.144.131 | –    |         |
| Wähler            | Wähler                                            | 1.211.279 | 47,4 |         |
| Wahlberechtigte   | Wahlberechtigte                                   | 2.557.950 |      |         |
|                   |                                                   |           |      |         |
| Quelle: VRK       |                                                   |           |      |         |

## Fraktionen im Europäischen Parlament
| Partei                         | Partei                                            | Mandate | Fraktion |
| ------------------------------ | ------------------------------------------------- | ------- | -------- |
|                                | Tėvynės sąjunga – Lietuvos krikščionys demokratai | 2 / 11  | EVP      |
|                                | Lietuvos socialdemokratų partija                  | 2 / 11  | S&D      |
|                                | Lietuvos Respublikos liberalų sąjūdis             | 2 / 11  | ALDE     |
|                                | Tvarka ir teisingumas                             | 2 / 11  | EFDD     |
|                                | Darbo partija (leiboristai)                       | 1 / 11  | ALDE     |
|                                | Lietuvos lenkų rinkimų akcija                     | 1 / 11  | EKR      |
|                                | Lietuvos valstiečių ir žaliųjų sąjunga            | 1 / 11  | G/EFA    |
|                                |                                                   |         |          |
| Quelle: Europäisches Parlament |                                                   |         |          |

## Gewählte Abgeordnete
| Mitglied des Europarlaments | Partei                                            |
| --------------------------- | ------------------------------------------------- |
| Gabrielius Landsbergis      | Tėvynės sąjunga - Lietuvos krikščionys demokratai |
| Algirdas Saudargas          | Tėvynės sąjunga - Lietuvos krikščionys demokratai |
| Rolandas Paksas             | Tvarka ir teisingumas                             |
| Valentinas Mazuronis        | Tvarka ir teisingumas                             |
| Vilija Blinkevičiūtė        | Sozialdemokratische Partei Litauens               |
| Zigmantas Balčytis          | Sozialdemokratische Partei Litauens               |
| Petras Auštrevičius         | Lietuvos Respublikos liberalų sąjūdis             |
| Antanas Guoga               | Lietuvos Respublikos liberalų sąjūdis             |
| Bronis Ropė                 | Lietuvos valstiečių ir žaliųjų sąjunga            |
| Viktoras Uspaskich          | Darbo partija                                     |
| Valdemar Tomaševski         | Lietuvos lenkų rinkimų akcija                     |